# セミシ・パエア
セミシ・パエア（Semisi Paea、1999年4月17日 - ）は、スーパーラグビー・パシフィック、モアナ・パシフィカに所属するラグビー選手。

## プロフィール
- トンガ・トンガタプ島出身[1]。
- ポジションはロック(LO)、フランカー(FL)。
- 身長 194cm、体重 114kg
- トンガ代表キャップ数は4(2025年1月現在）でラグビーワールドカップ2023のトンガ代表に選ばれた[2]。

## 略歴
ベイ・オブ・プレンティ、ニューイングランド・フリージャックスを経て、2024年、モアナ・パシフィカに加入。